# ジュール・ド・ポリニャック (1746-1817)

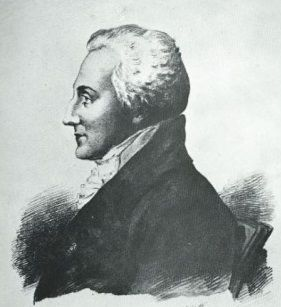
初代ポリニャック公アルマン・ジュール・フランソワ

アルマン・ジュール・フランソワ・ド・ポリニャック（Armand Jules François, comte puis 1er duc de Polignac, 1746年6月7日 クレー＝スイイ - 1817年9月21日 サンクトペテルブルク）は、ブルボン朝末期フランスの貴族、廷臣、軍人。伯爵、のち公爵。王妃マリー・アントワネットの寵臣ポリニャック夫人の夫。

## 生涯
エルキュール＝ルイ・ド・ポリニャック子爵（1717年 - 1792年）と妻のディアーヌ・ゼフィリーヌ・マンシーニ（1726年 - 1755年）の間の第4子・次男。母方の曾祖父にニヴェルネ公爵及びノアイユ公爵がおり、フランス屈指の名門と縁続きだった。母親からマンシーニ侯爵位を相続した。
1767年7月7日、ガブリエル・ド・ポラストロンと結婚。第1竜騎兵連隊所属の陸軍大佐だったが、暮らし向きは裕福ではなかった。
1774年に妹ディアーヌがアルトワ伯爵夫人付き女官となったことで、妻と共に宮廷に出入りし始める。1775年頃より妻が王妃の寵愛を受けるにつれ、一族郎党と共に多くの恩恵に与るようになる。王妃主馬頭の襲職権保有者となり、この役職を利用して法外な利益を引き出した。国王からフェネトランジュ男爵領を受けたほか、1780年には世襲の公爵位を授けられ、1782年郵政長官に就任した。
フランス革命が起きるとすぐ国外に逃れ、一時は反革命のエミグレ軍に所属した。晩年はロシア女帝エカチェリーナ2世に授けられたウクライナの所領に隠棲した。

## 子女
妻との間に4人の子をもうけた。
- アグラエ・ルイーズ・フランソワーズ・ガブリエル（1768年 - 1803年） - 愛称「ギシェット（Guichette）」、1780年ギーシュ公爵アントワーヌ＝ルイ＝マリー・ド・グラモンと結婚
- アルマン・ジュール・マリー・エラクリュス（1771年 - 1847年） - 第2代ポリニャック公爵
- ジュール・オーギュスト・アルマン・マリー（1780年 - 1847年） - 第3代ポリニャック公爵、フランス首相
- カミーユ・アンリ・メルシオール（1781年 - 1855年） - 伯爵、モナコ公レーニエ3世の先祖